# Середа, Аким Иванович
Аким (Еким) Иванович Середа — вятский губернатор (1843—1851).

## Биография
Родился около 1797 года в семье дворянина Кобелякского уезда Полтавской губернии. Получил образование и начал службу в дворянском полку при 2-м кадетском корпусе. Участвовал в битвах с горцами и персами на Кавказе: служил в Троицком (Апшеронском) полку в чинах прапорщика, подпоручика, поручика, штабс-капитана, капитана, майора (с 1815).
С 1830 года служил в Тифлисском пехотном полку батальонным командиром. В том же году был назначен для особых поручений к оренбургскому военному губернатору, занимал должность правителя канцелярии (1832—1833, 1837—1842 гг.) в чине подполковника, полковника, временно исправлял должность начальника штаба отдельного Оренбургского корпуса (1842—1843 гг.).
В 1843 году перешёл в гражданское ведомство с назначением чиновником особых поручений 5-го класса (статский советник) при министре внутренних дел; 6 декабря был назначен вятским
губернатором, вступил в управление губернией 7 ноября 1844 года; в 1846 году был произведён в действительные статские советники.
Свою деятельность в должности губернатора начал с того, что навёл порядок в присутственных местах и судебных учреждениях. При участии Середы была возрождена деятельность статистического комитета (с 1850). В 1848—1849 гг. принял энергичные меры против эпидемии холеры. По воспоминаниям современников, отличался строгостью к подчинённым и был превосходным администратором.
В 1851 году был назначен командиром башкиро-мещерякского войска в Оренбургской губернии с переименованием в генерал-майоры.
Был награждён орденами: Св. Владимира, 3-й (24.07.1841) и 4-й ст. с бантом (18.03.1822), Св. Анны 2-й ст. (25.08.1828; императорская корона к нему — 16.01.1835), 3-й (18.08.1820) и 4-й (25.04.1819) ст., Св. Георгия 4-й ст. (01.12.1838), Св. Станислава 1-й ст., персидским орденом Льва и Солнца 2-й ст.; получил знак отличия беспорочный службы XXV лет (22.08.1842).
М. Е. Салтыков-Щедрин с большим уважением писал о Середе; он списал с него генерала Голубовицкого — одного из немногих своих положительных героев.

## Семья
Был женат на Наталье Николаевне Немятовой.
Их сын, Николай Акимович Середа (1840—1915) долгое время (с 1875 по 1901) был городским головой Оренбурга. Его однофамилец, Николай Акимович Середа — генерал-майор, родившийся в 1838 году, начальник Московского и Лифляндского губернских жандармских управлений.
Также у него родились дочери Наталья (ок. 1841 — ?) и Анастасия (1844—?).